# Karl-Heinz Florenz

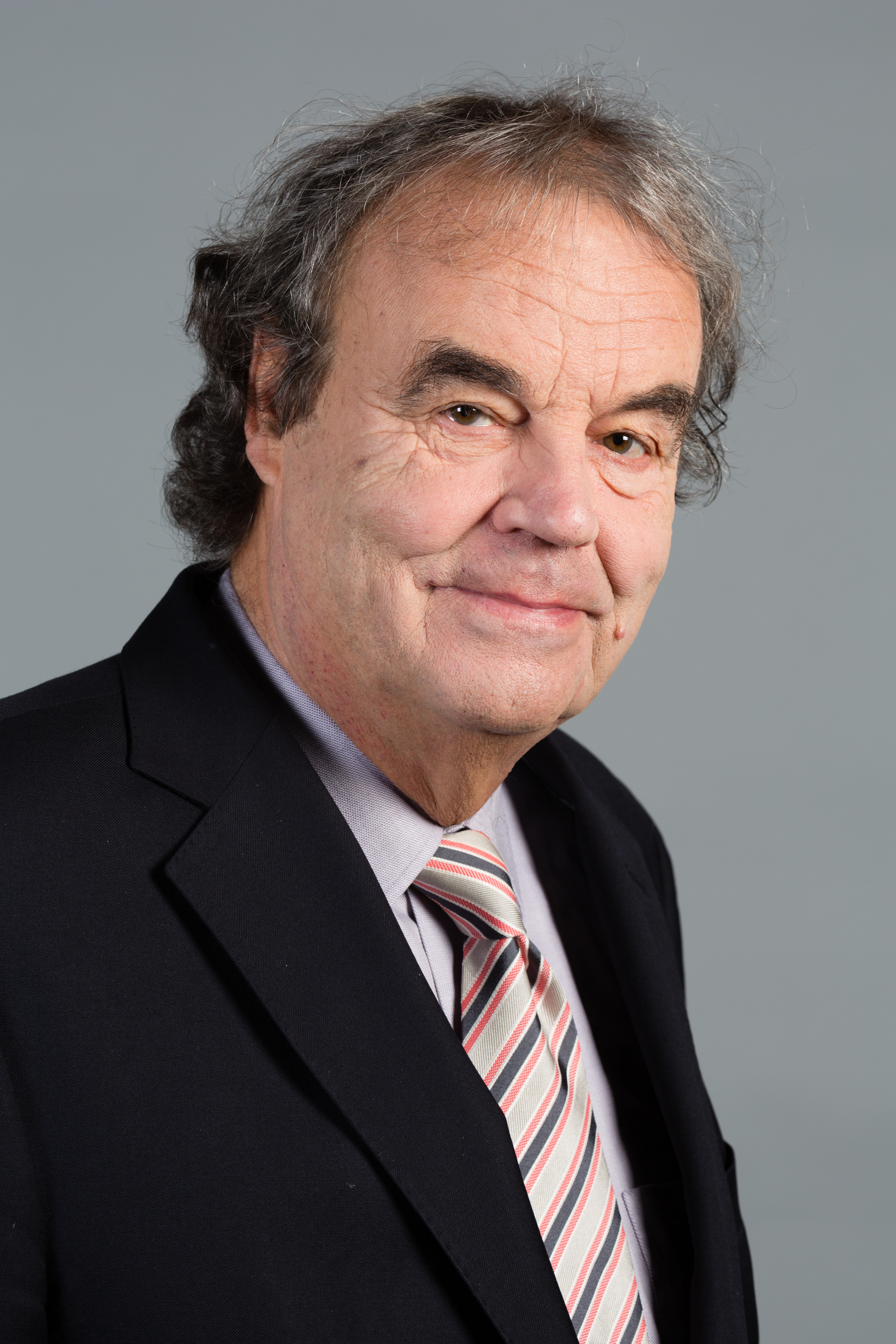
Karl-Heinz Florenz (2014)

Karl-Heinz Florenz (Neukirchen-Vluyn, 22 oktober 1947) is een Duitse politicus van het CDU en Europarlementariër.

## Levensloop
Florenz maakt sinds 1989 deel uit van het Europees Parlement. Hij zetelt er voor de Europese Volkspartij.
Van 2004 tot 2007 was hij in het Europees Parlement voorzitter van de commissie milieubeheer, volksgezondheid en voedselveiligheid.